# Plumbonacrita
La plumbonacrita és un mineral de la classe dels carbonats. Rep el seu nom degut al seu contingut en plom (plumbo) i al seu aspecte semblant al de les perles (nacre).

## Característiques
La plumbonacrita és un carbonat de fórmula química Pb₅(CO₃)₃O(OH)₂. És una espècie coneguda des de 1889 que anteriorment no va ser aprovada com a mineral. Va ser redefinida i revalidada per l'IMA el juny de 2012, assignant-li una nova localitat tipus. Està estretament relacionada amb l'hidrocerussita, però té una composició química diferent, té menys carbonat, una cel·la unitat diferent i també un grup espacial diferent (P3c1). El camp d'estabilitat de la plumbonacrita és més petit que el de l'hidrocerussita. Cristal·litza en el sistema trigonal en agregats de cristalls escatosos de fins a 0,1 mm. La seva duresa a l'escala de Mohs és 3,5.
Segons la classificació de Nickel-Strunz, la plumbonacrita a "05.BE - Carbonats amb anions addicionals, sense H₂O, amb Pb, Bi» juntament amb els següents minerals: shannonita, hidrocerussita, fosgenita, bismutita, kettnerita i beyerita.

## Formació i jaciments
La plumbonacrita apareix a les zones oxidades de dipòsits polimetàl·lics hidrotermals. Les seves co-localitats tipus són la pedrera Torr Works, a Cranmore (Somerset, Anglaterra) i Wanlockhead (Dumfries i Galloway, Escòcia), ambdues al Regne Unit. També ha estat trobada a Alemanya, l'Argentina, Àustria, els Estats Units, Finlàndia, França, el Japó i Suècia.
Sol trobar-se associada a altres minerals com: anglesita, linarita i galena.